# Stonedhenge
Ne doit pas être confondu avec Stonehenge.
Albums de Ten Years After
Undead
(1968) Ssssh
(1969)
Singles
1. Hear Me Calling
Sortie : 1968

Stonedhenge est le troisième album du groupe de rock britannique Ten Years After. Il est sorti le 22 février 1969 sur le label Deram et a été produit par Mike Vernon.

## Historique
L'album comporte quatre titres assez court composés et interprété par chacun des musiciens en solo, "I Can't Live Without Lydia" (Chick Churchill), "Skoobly-Oobly- Doobob (Alvin Lee), "Three Blind Mice" (Ric Lee) et "Faro" (Leo Lyons).
L'album atteint la 6e place des charts britanniques et la 61e place du Billboard 200. En France il se classa à la première place et restera 40 semaines dans le classement des meilleures ventes d'albums.
Son titre est un mot-valise formé à partir du nom Stonehenge et de l'adjectif stoned, « défoncé ».

## Titres
Toutes les chansons sont d'Alvin Lee, sauf mentions contraires.

### Face 1
1. Going to Try – 4:52
2. I Can't Live Without Lydia (Chick Churchill) – 1:23
3. Woman Trouble – 4:37
4. Skoobly-Oobly-Doobob – 1:44
5. Hear Me Calling – 5:44

### Face 2
1. A Sad Song – 3:23
2. Three Blind Mice (trad. arr. Ric Lee) – 0:57
3. No Title – 8:13
4. Faro (Leo Lyons) – 1:10
5. Speed Kills (Alvin Lee, Mike Vernon) – 3:42

### Titres bonus
L'édition remasterisée de Stonedhenge parue chez Deram en 2002 inclut quatre titres bonus :
1. Hear Me Calling (version single) – 3:44
2. Women Trouble (version américaine) – 4:48
3. I'm Going Home (version single) – 3:34
4. Boogie On – 14:44

## Musiciens
- Alvin Lee : chant, guitare
- Chick Churchill : claviers
- Leo Lyons : basse
- Ric Lee : batterie

Avec :
- Simon Stable : bongos (1)
- Mike Vernon : chœurs (5)
- Roy Baker : effets sonores (8)
- Martin Smith : effets sonores (10)

## Charts
| Pays        | Durée du classement | Meilleur classement | Date            |
| ----------- | ------------------- | ------------------- | --------------- |
| États-Unis  | 18 semaines         | 61e                 | 12 avril 1969   |
| France      | 40 semaines         | 1er                 | 22 mars 1969    |
| Royaume-Uni | 5 semaines          | 6e                  | 22 février 1969 |